# Piano orbitale
Il piano orbitale di un oggetto orbitante attorno ad un altro è il piano geometrico in cui è contenuta l'orbita. Sono necessari tre punti per determinare il piano orbitale: il centro dei due corpi e il centro del corpo orbitante in un secondo momento della sua orbita.
L'inclinazione orbitale di un pianeta nel Sistema Solare è l'angolo fra il suo piano orbitale e quello della Terra, preso come riferimento. In altri casi, come quello di un satellite che orbiti attorno al suo un pianeta, l'inclinazione orbitale è definita come l'inclinazione rispetto all'equatore del pianeta.